# Xysticus sicus
Xysticus sicus är en spindelart som beskrevs av Fox 1937. Xysticus sicus ingår i släktet Xysticus och familjen krabbspindlar. Inga underarter finns listade i Catalogue of Life.